# 法沃罗勒莱吕塞
法沃罗勒莱吕塞（法語：Faverolles-lès-Lucey，法語發音：[favʁɔl lɛ lysɛ]，意为“吕塞附近的法沃罗勒”）是法国科多尔省的一个市镇，属于蒙巴尔区。

## 地理
法沃罗勒莱吕塞（47°50'9"N, 4°51'46"E）面积10.08 平方千米，位于法国勃艮第-弗朗什-孔泰大區科多尔省，该省份为法国中东部省份，北起奥布省，西接涅夫勒省和约讷省，南至索恩-卢瓦尔省，东南接汝拉省，东临上索恩省，东北部与上马恩省接壤。
与法沃罗勒莱吕塞接壤的市镇（或旧市镇、城区）包括：吕塞、乌尔斯河畔勒塞、尚班、居尔日堡、勒格莱。

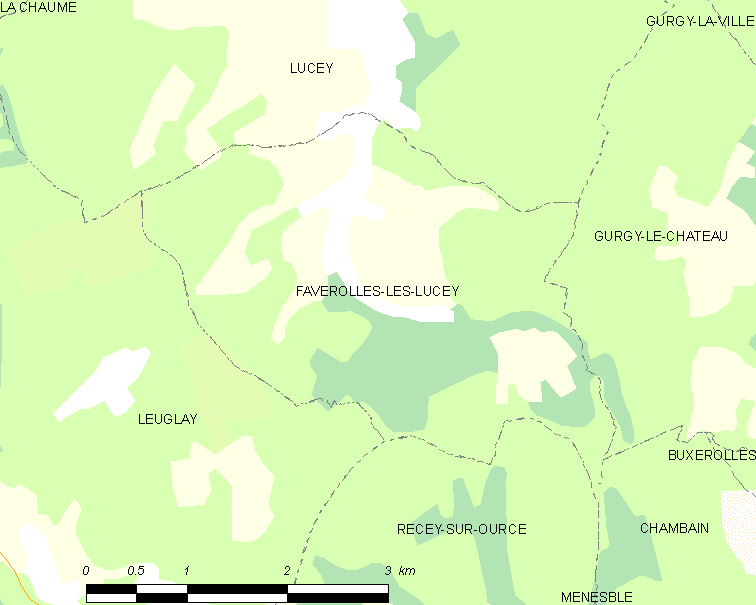
法沃罗勒莱吕塞的OSM定位图

法沃罗勒莱吕塞的时区为UTC+01:00、UTC+02:00（夏令时）。

## 行政
法沃罗勒莱吕塞的邮政编码为21290，INSEE市镇编码为21262。

## 政治
法沃罗勒莱吕塞所属的省级选区为塞纳河畔沙蒂永县。

## 人口

1962-2008年间法沃罗勒莱吕塞人口变化图示

法沃罗勒莱吕塞于2022年1月1日时的人口数量为29人。